# English Football Hall of Fame
L'English Football Hall of Fame est hébergé au National Football Museum (en) à Preston dans le Nord de l'Angleterre. Il honore les joueurs et les managers ayant porté les couleurs anglaises en clubs ou en équipe nationale. 29 personnes ont été intégrés à son inauguration en 2002. Après les nouvelles intégrations qui s'effectuent en octobre chaque année, il comporte 77 membres : 52 joueurs, 17 entraîneurs, 7 joueuses et 1 dirigeant.
Pour être éligible, un joueur ou un manager doit avoir plus de trente ans et avoir évolué en Angleterre au moins cinq saisons.
La Premier League dispose de son propre Hall of Fame qui ne se base que sur les performances réalisées en championnat.

## Membres

### Joueurs
(avril 2022).
| Année | Nom                | M.   | Buts | Pos. | Années    | Clubs | Ref.    |
| ----- | ------------------ | ---- | ---- | ---- | --------- | --- | ------- |
| 2002  | Gordon Banks       | 510  | 0    | G    | 1958-1973 | Chesterfield (23), Leicester City (293), Stoke City (194) | ,       |
| 2002  | George Best        | 411  | 147  | A    | 1963-1983 | Manchester United (361), Stockport County (3), Fulham (42), AFC Bournemouth (5) | ,       |
| 2002  | Eric Cantona       | 174  | 74   | A    | 1992-1997 | Leeds United (28), Manchester United (146) | ,       |
| 2002  | John Charles       | 376  | 171  | A    | 1949-1966 | Leeds United (308), Cardiff City (68) | ,       |
| 2002  | Bobby Charlton     | 644  | 207  | M    | 1956-1975 | Manchester United (606), Preston North End (38) | ,       |
| 2002  | Kenny Dalglish     | 355  | 118  | A    | 1977-1990 | Liverpool | ,       |
| 2002  | Dixie Dean         | 438  | 379  | A    | 1923-1939 | Tranmere Rovers (30), Everton (399), Notts County (9) | ,       |
| 2002  | Peter Doherty      | 406  | 199  | A    | 1933-1953 | Blackpool (83), Manchester City (122), Derby County (15), Huddersfield Town (83), Doncaster Rovers (103)                                                                                     | ,       |
| 2002  | Duncan Edwards     | 151  | 20   | M    | 1953-1958 | Manchester United | ,       |
| 2002  | Tom Finney         | 433  | 187  | A    | 1946-1960 | Preston North End | ,       |
| 2002  | Paul Gascoigne     | 267  | 45   | M    | 1985-2004 | Newcastle United (92), Tottenham Hotspur (92), Middlesbrough (41), Everton (32), Burnley (6), Boston United (4)                                                                              | ,       |
| 2002  | Jimmy Greaves      | 516  | 357  | A    | 1957-1971 | Chelsea (157), Tottenham Hotspur (321), West Ham United (38) | ,       |
| 2002  | Johnny Haynes      | 594  | 146  | A    | 1952-1970 | Fulham | ,       |
| 2002  | Kevin Keegan       | 500  | 170  | A    | 1968-1984 | Scunthorpe United (124), Liverpool (230), Southampton (68), Newcastle United (78) | ,       |
| 2002  | Denis Law          | 458  | 217  | A    | 1956-1974 | Huddersfield Town (81), Manchester City (68), Manchester United (309) | ,       |
| 2002  | Nat Lofthouse      | 452  | 255  | A    | 1946-1960 | Bolton Wanderers | ,       |
| 2002  | Dave Mackay        | 416  | 48   | D    | 1959-1972 | Tottenham Hotspur (268), Derby County (122), Swindon Town (26) | ,       |
| 2002  | Stanley Matthews   | 697  | 71   | M    | 1932-1965 | Stoke City (318), Blackpool (379) | ,       |
| 2002  | Bobby Moore        | 668  | 25   | D    | 1958-1977 | West Ham United (544), Fulham (124) | ,       |
| 2002  | Bryan Robson       | 569  | 114  | M    | 1975-1997 | West Bromwich Albion (198), Manchester United (346), Middlesbrough (25) | ,       |
| 2002  | Peter Shilton      | 1005 | 1    | G    | 1966-1997 | Leicester City (286), Stoke City (110), Nottingham Forest (202), Southampton (188), Derby County (175), Plymouth Argyle (34), Bolton Wanderers (1), Leyton Orient (9)                        | ,       |
| 2002  | Billy Wright       | 490  | 13   | D    | 1939-1959 | Wolverhampton Wanderers | ,       |
| 2003  | Alan Ball          | 743  | 170  | M    | 1962-1983 | Blackpool (146), Everton (208), Arsenal (177), Southampton (132), Bristol Rovers (17) | ,       |
| 2003  | Danny Blanchflower | 553  | 27   | D    | 1949-1964 | Barnsley (68), Aston Villa (148), Tottenham Hotspur (337) | ,       |
| 2003  | Pat Jennings       | 757  | 0    | G    | 1963-1985 | Watford (48), Tottenham Hotspur (472), Arsenal (237) | ,       |
| 2003  | Tommy Lawton       | 390  | 231  | A    | 1936-1955 | Burnley (25), Everton (87), Chelsea (42), Notts County (151), Brentford (50), Arsenal (35)                                                                                                   | ,       |
| 2003  | Gary Lineker       | 340  | 192  | A    | 1978-1992 | Leicester City (194), Everton (41), Tottenham Hotspur (105) | ,       |
| 2003  | Stan Mortensen     | 395  | 225  | A    | 1941-1958 | Blackpool (317), Hull City (42), Southport (36) | ,       |
| 2003  | Peter Schmeichel   | 350  | 1    | G    | 1991-2003 | Manchester United (292), Aston Villa (29), Manchester City (29) | ,       |
| 2003  | Arthur Wharton     | 41   | 0    | G    | 1885-1902 | Preston North End, Rotherham Town (34), Sheffield United (1), Stalybridge Rovers, Ashton North End, Stockport County (6)                                                                     | [ 1 ]   |
| 2004  | Tony Adams         | 504  | 32   | D    | 1983-2002 | Arsenal | ,       |
| 2004  | Viv Anderson       | 594  | 37   | D    | 1974-1995 | Nottingham Forest (328), Arsenal (120), Manchester United (54), Sheffield Wednesday (70), Barnsley (20), Middlesbrough (2)                                                                   | ,       |
| 2004  | Billy Bremner      | 652  | 96   | M    | 1960-1982 | Leeds United (586), Hull City (61), Doncaster Rovers (5) | ,       |
| 2004  | Geoff Hurst        | 529  | 212  | A    | 1958-1976 | West Ham United (411), Stoke City (108), West Bromwich Albion (10) | ,       |
| 2004  | Roy Keane          | 442  | 56   | M    | 1990-2005 | Nottingham Forest (115), Manchester United (327) | ,       |
| 2004  | Wilf Mannion       | 357  | 100  | A    | 1936-1956 | Middlesbrough (341), Hull City (16) | ,       |
| 2004  | Alan Shearer       | 560  | 284  | A    | 1988-2006 | Southampton (118), Blackburn Rovers (139), Newcastle United (303) | ,       |
| 2005  | John Barnes        | 589  | 155  | M    | 1981-1999 | Watford (233), Liverpool (317), Newcastle United (27), Charlton Athletic (12) | ,       |
| 2005  | Colin Bell         | 476  | 142  | M    | 1963-1979 | Bury (82), Manchester City (394) | ,       |
| 2005  | Jack Charlton      | 628  | 70   | D    | 1952-1973 | Leeds United | ,       |
| 2005  | Ryan Giggs         | 672  | 114  | M    | 1990-2014 | Manchester United | ,       |
| 2005  | Alex James         | 378  | 79   | A    | 1925-1937 | Preston North End (147), Arsenal (231) | [ 53 ]  |
| 2005  | Bert Trautmann     | 508  | 0    | G    | 1949-1964 | Manchester City | ,       |
| 2005  | Ian Wright         | 493  | 235  | A    | 1985-2000 | Crystal Palace (225), Arsenal (221), West Ham United (22), Nottingham Forest (10), Burnley (15)                                                                                              | ,       |
| 2006  | Liam Brady         | 324  | 51   | M    | 1973-1990 | Arsenal (235), West Ham United (89) | ,       |
| 2006  | Alan Hansen        | 434  | 8    | D    | 1977-1990 | Liverpool | ,       |
| 2006  | Roger Hunt         | 480  | 269  | A    | 1958-1972 | Liverpool (404), Bolton Wanderers (76) | ,       |
| 2006  | Jackie Milburn     | 353  | 177  | A    | 1943-1957 | Newcastle United | ,       |
| 2006  | Martin Peters      | 722  | 175  | M    | 1959-1981 | West Ham United (302), Tottenham Hotspur (189), Norwich City (207), Sheffield United (24) | ,       |
| 2006  | Ian Rush           | 572  | 246  | A    | 1978-1999 | Chester City (34), Liverpool (471), Leeds United (36), Newcastle United (10), Sheffield United (4), Wrexham (17)                                                                             | [ 68 ]  |
| 2006  | Gianfranco Zola    | 229  | 59   | A    | 1996-2003 | Chelsea | ,       |
| 2007  | Peter Beardsley    | 658  | 209  | A    | 1979-1999 | Carlisle United (104), Newcastle United (276), Liverpool (131), Everton (81), Bolton Wanderers (17), Manchester City (6), Fulham (21), Hartlepool United (22)                                | ,       |
| 2007  | Dennis Bergkamp    | 315  | 87   | A    | 1995-2006 | Arsenal | ,       |
| 2007  | Glenn Hoddle       | 473  | 90   | M    | 1975-1995 | Tottenham Hotspur (378), Swindon Town (64), Chelsea (31) | ,       |
| 2007  | Mark Hughes        | 561  | 153  | A    | 1980-2002 | Manchester United (346), Chelsea (95), Southampton (52), Everton (18), Blackburn Rovers (50)                                                                                                 | ,       |
| 2007  | Billy Meredith     | 670  | 164  | A    | 1894-1924 | Manchester City (367), Manchester United (303) | ,       |
| 2007  | Graeme Souness     | 423  | 60   | M    | 1972-1984 | Middlesbrough (176), Liverpool (247) | ,       |
| 2007  | Nobby Stiles       | 414  | 20   | D    | 1960-1975 | Manchester United (311), Middlesbrough (57), Preston North End (46) | ,       |
| 2008  | Jimmy Armfield     | 568  | 6    | D    | 1954-1971 | Blackpool | ,       |
| 2008  | David Beckham      | 271  | 64   | M    | 1992-2003 | Manchester United (266), Preston North End (5) | ,       |
| 2008  | Steve Bloomer      | 598  | 352  | A    | 1891-1914 | Derby County (473), Middlesbrough (125) | [ 88 ]  |
| 2008  | Thierry Henry      | 258  | 175  | A    | 1999-2012 | Arsenal | ,       |
| 2008  | Emlyn Hughes       | 632  | 43   | M    | 1964-1984 | Blackpool (28), Liverpool (474), Wolverhampton Wanderers (58), Rotherham United (56), Hull City (9), Swansea City (7)                                                                        | ,       |
| 2008  | Paul Scholes       | 500  | 107  | M    | 1993-2013 | Manchester United | ,       |
| 2008  | Ray Wilson         | 409  | 6    | D    | 1955-1971 | Huddersfield Town (266), Everton (116), Oldham Athletic (25), Bradford City (2) | ,       |
| 2009  | Osvaldo Ardiles    | 252  | 16   | M    | 1978-1990 | Tottenham Hotspur (237), Blackburn Rovers (5), Queens Park Rangers (8), Swindon Town (2) | ,       |
| 2009  | Cliff Bastin       | 367  | 156  | M    | 1928-1947 | Exeter City (17), Arsenal (350) | ,       |
| 2009  | Trevor Brooking    | 528  | 88   | M    | 1966-1984 | West Ham United | ,       |
| 2009  | George Cohen       | 408  | 6    | D    | 1956-1969 | Fulham | ,       |
| 2009  | Frank McLintock    | 609  | 56   | D    | 1956-1977 | Leicester City (168), Arsenal (314), Queens Park Rangers (127) | ,       |
| 2009  | Len Shackleton     | 384  | 128  | A    | 1940-1957 | Bradford Park Avenue (7), Newcastle United (57), Sunderland (320) | ,       |
| 2009  | Teddy Sheringham   | 734  | 276  | A    | 1983-2008 | Millwall (220), Aldershot (5), Nottingham Forest (42), Tottenham Hotspur (236), Manchester United (104), Portsmouth (32), West Ham United (76), Colchester United (19)                       | ,       |
| 2009  | Frank Swift        | 338  | 0    | G    | 1932-1950 | Manchester City | ,       |
| 2010  | Charlie Buchan     | 481  | 258  | A    | 1911-1928 | Sunderland (379), Arsenal (102) | ,       |
| 2010  | Ian Callaghan      | 731  | 51   | M    | 1959-1982 | Liverpool (640), Swansea City (76), Crewe Alexandra (15) | ,       |
| 2010  | Ray Clemence       | 758  | 0    | G    | 1965-1988 | Scunthorpe United (48), Liverpool (470), Tottenham Hotspur (240) | ,       |
| 2010  | Johnny Giles       | 557  | 101  | M    | 1959-1977 | Manchester United (99), Leeds United (383), West Bromwich Albion (75) | ,       |
| 2010  | Francis Lee        | 500  | 228  | A    | 1960-1976 | Bolton Wanderers (189), Manchester City (249), Derby County (62) | ,       |
| 2010  | Alf Ramsey         | 316  | 32   | D    | 1946-1955 | Southampton (90), Tottenham Hotspur (226) | ,       |
| 2010  | Clem Stephenson    | 440  | 127  | A    | 1910-1928 | Aston Villa (193), Huddersfield Town (248) | ,       |
| 2013  | Raich Carter       | 444  | 199  | A    | 1931-1952 | Sunderland (245), Derby County (63), Hull City (136) | ,       |
| 2013  | Eddie Gray         | 455  | 52   | M    | 1965-1984 | Leeds United | ,       |
| 2013  | Cliff Jones        | 511  | 184  | A    | 1952-1970 | Swansea Town (168), Tottenham Hotspur (318), Fulham (25) | ,       |
| 2013  | Matthew Le Tissier | 443  | 161  | A    | 1986-2002 | Southampton | ,       |
| 2013  | Mike Summerbee     | 716  | 92   | M    | 1959-1979 | Swindon Town (218), Manchester City (357), Burnley (51), Blackpool (3), Stockport County (87)                                                                                                | ,       |
| 2013  | Ray Wilkins        | 530  | 45   | M    | 1973-1997 | Chelsea (179), Manchester United (160), Queens Park Rangers (183), Crystal Palace (1), Wycombe Wanderers (1), Millwall (3), Leyton Orient (3)                                                | ,       |
| 2014  | Trevor Francis     | 484  | 176  | A    | 1970-1994 | Birmingham City (280), Nottingham Forest (70), Manchester City (26), Queens Park Rangers (32), Sheffield Wednesday (76)                                                                      | ,       |
| 2014  | Hughie Gallacher   | 434  | 296  | A    | 1925-1939 | Newcastle United (160), Chelsea (132), Derby County (51), Notts County (45), Grimsby Town (12), Gateshead (34)                                                                               | ,       |
| 2014  | Jimmy McIlroy      | 576  | 133  | A    | 1950-1968 | Burnley (439), Stoke City (98), Oldham Athletic (39) | ,       |
| 2014  | Michael Owen       | 326  | 150  | A    | 1996-2013 | Liverpool (216), Newcastle United (71), Manchester United (31), Stoke City (8) | ,       |
| 2014  | Patrick Vieira     | 307  | 32   | M    | 1996-2011 | Arsenal (279), Manchester City (28) | ,       |
| 2015  | Ivor Allchurch     | 694  | 251  | A    | 1949-1968 | Swansea Town (448), Newcastle United (143), Cardiff City (103) | ,       |
| 2015  | Bob Crompton       | 530  | 14   | D    | 1896-1919 | Blackburn Rovers | ,       |
| 2015  | Norman Hunter      | 679  | 22   | D    | 1962-1983 | Leeds United (540), Bristol City (108), Barnsley (31) | ,       |
| 2015  | Paul McGrath       | 457  | 23   | D    | 1982-1998 | Manchester United (163), Aston Villa (253), Derby County (24), Sheffield United (12) | ,       |
| 2015  | Alan Mullery       | 676  | 62   | M    | 1958-1972 | Fulham (364), Tottenham Hotspur (312) | ,       |
| 2015  | Gary Neville       | 400  | 5    | D    | 1993-2011 | Manchester United | ,       |
| 2015  | Stuart Pearce      | 571  | 72   | D    | 1983-2002 | Coventry City (52), Nottingham Forest (402), Newcastle United (37), West Ham United (42), Manchester City (38)                                                                               | ,       |
| 2016  | Rio Ferdinand      | 514  | 11   | D    | 1995-2015 | West Ham United (127), AFC Bournemouth (10), Leeds United (54), Manchester United (312), Queens Park Rangers (11)                                                                            | ,       |
| 2016  | Denis Irwin        | 684  | 30   | D    | 1983-2004 | Leeds United (72), Oldham Athletic (167), Manchester United (370), Wolverhampton Wanderers (75)                                                                                              | ,       |
| 2016  | Mark Lawrenson     | 466  | 18   | D    | 1974-1988 | Preston North End (73), Brighton & Hove Albion (152), Liverpool (241) | ,       |
| 2016  | Billy Liddell      | 492  | 215  | M    | 1946-1961 | Liverpool | ,       |
| 2016  | John Robertson     | 470  | 64   | M    | 1970-1986 | Nottingham Forest (398), Derby County (72) | ,       |
| 2016  | David Seaman       | 732  | 0    | G    | 1982-2004 | Peterborough United (91), Birmingham City (75), Queens Park Rangers (141), Arsenal (406), Manchester City (19)                                                                               | ,       |
| 2016  | Neville Southall   | 702  | 0    | G    | 1979-2000 | Bury (39), Everton (579), Port Vale (9), Southend United (9), Stoke City (12), Torquay United (53), Bradford City (1)                                                                        | ,       |
| 2016  | Gordon Strachan    | 383  | 70   | M    | 1984-1997 | Manchester United (160), Leeds United (197), Coventry City (26) | ,       |
| 2017  | Billy Bonds        | 758  | 49   | D    | 1964-1988 | Charlton Athletic (95), West Ham United (663) | ,       |
| 2017  | Steven Gerrard     | 503  | 120  | M    | 1998-2016 | Liverpool | ,       |
| 2017  | Frank Lampard      | 620  | 178  | M    | 1992-2015 | West Ham United (148), Swansea City (9), Chelsea (429), Manchester City (32) | ,       |
| 2017  | Charlie Roberts    | 374  | 28   | D    | 1903-1915 | Grimsby Town (31), Manchester United (271), Oldham Athletic (72) | [ 158 ] |
| 2017  | Gary Speed         | 678  | 103  | M    | 1988-2010 | Leeds United (249), Everton (58), Newcastle United (213), Bolton Wanderers (121), Sheffield United (37)                                                                                      | ,       |
| 2017  | Bob Wilson         | 234  | 0    | G    | 1963-1974 | Arsenal | ,       |
| 2019  | Cyrille Regis      | 610  | 159  | A    | 1977-1996 | West Bromwich Albion (237), Coventry City (238), Aston Villa (52), Wolverhampton Wanderers (19), Wycombe Wanderers (35), Chester City (29)                                                   | ,       |
| 2020  | Justin Fashanu     | 261  | 78   | A    | 1978-1993 | Norwich City (90), Nottingham Forest (32), Southampton (9), Notts County (64), Brighton & Hove Albion (16), Manchester City (2), West Ham United (2), Leyton Orient (5), Torquay United (41) | [ 163 ] |
| 2021  | Walter Tull        | 115  | 11   | M    | 1908-1914 | Tottenham Hotspur (10), Northampton Town (105) | [ 164 ] |

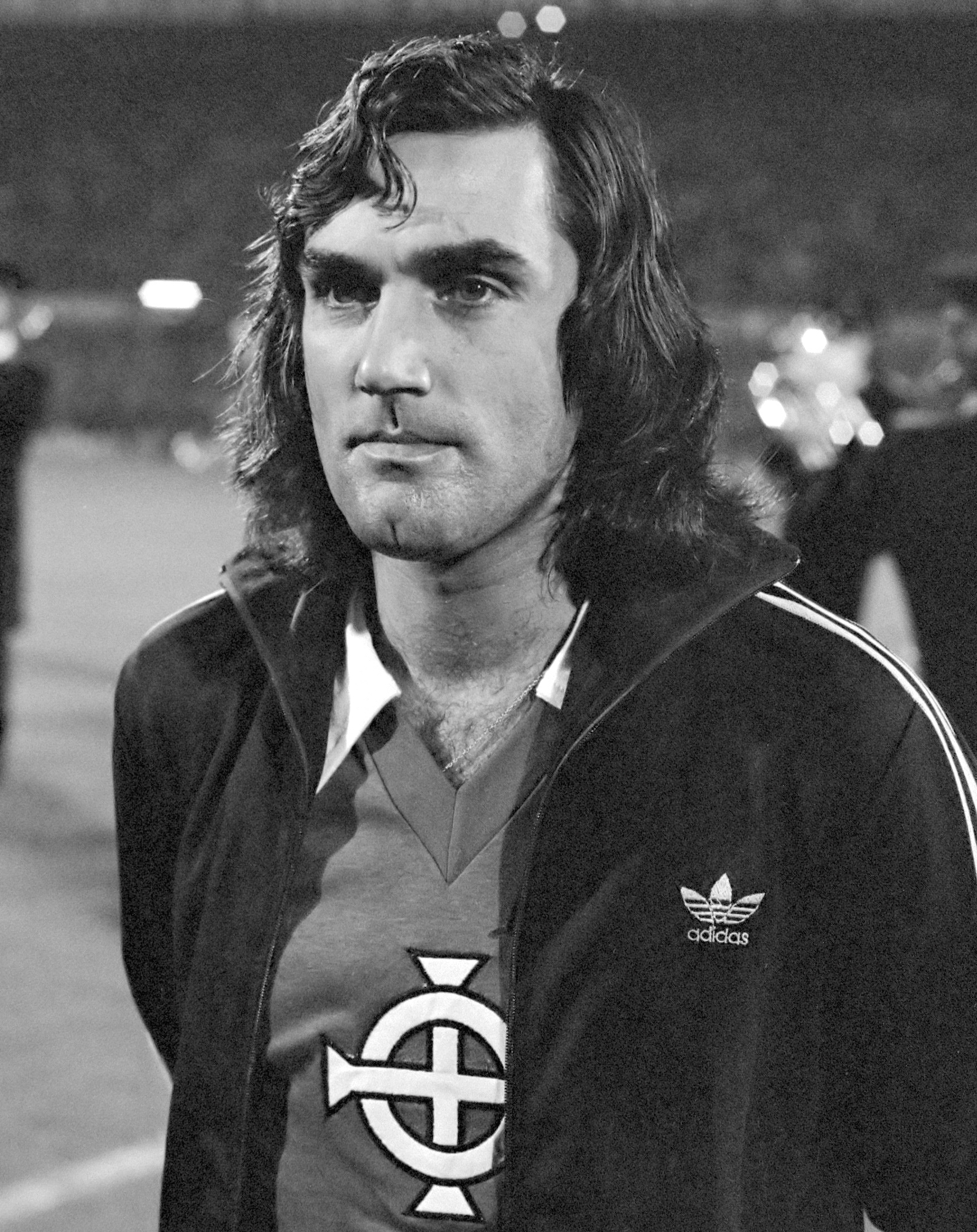
George Best, introduit en 2002.
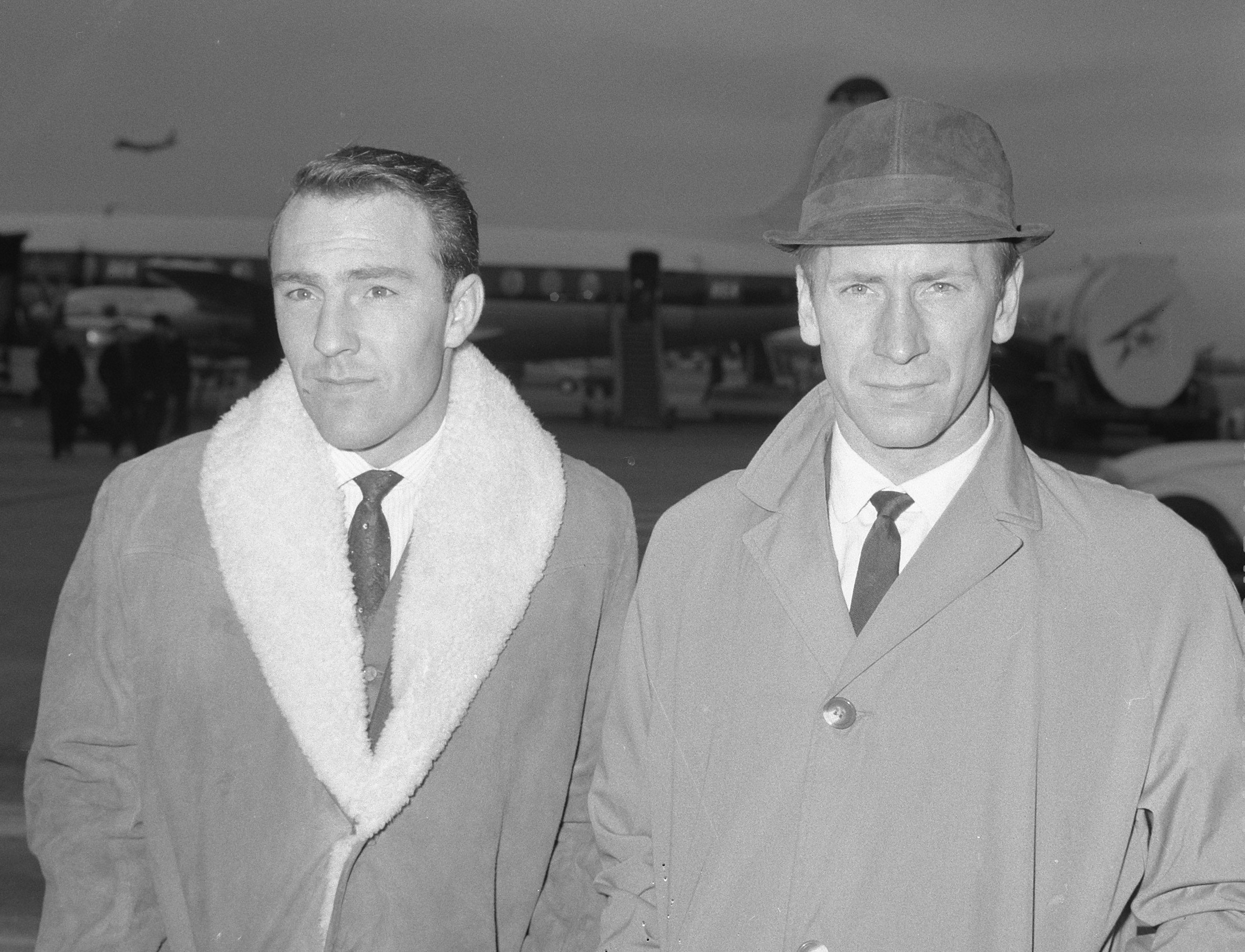
Jimmy Greaves et Bobby Charlton, introduits en 2002.
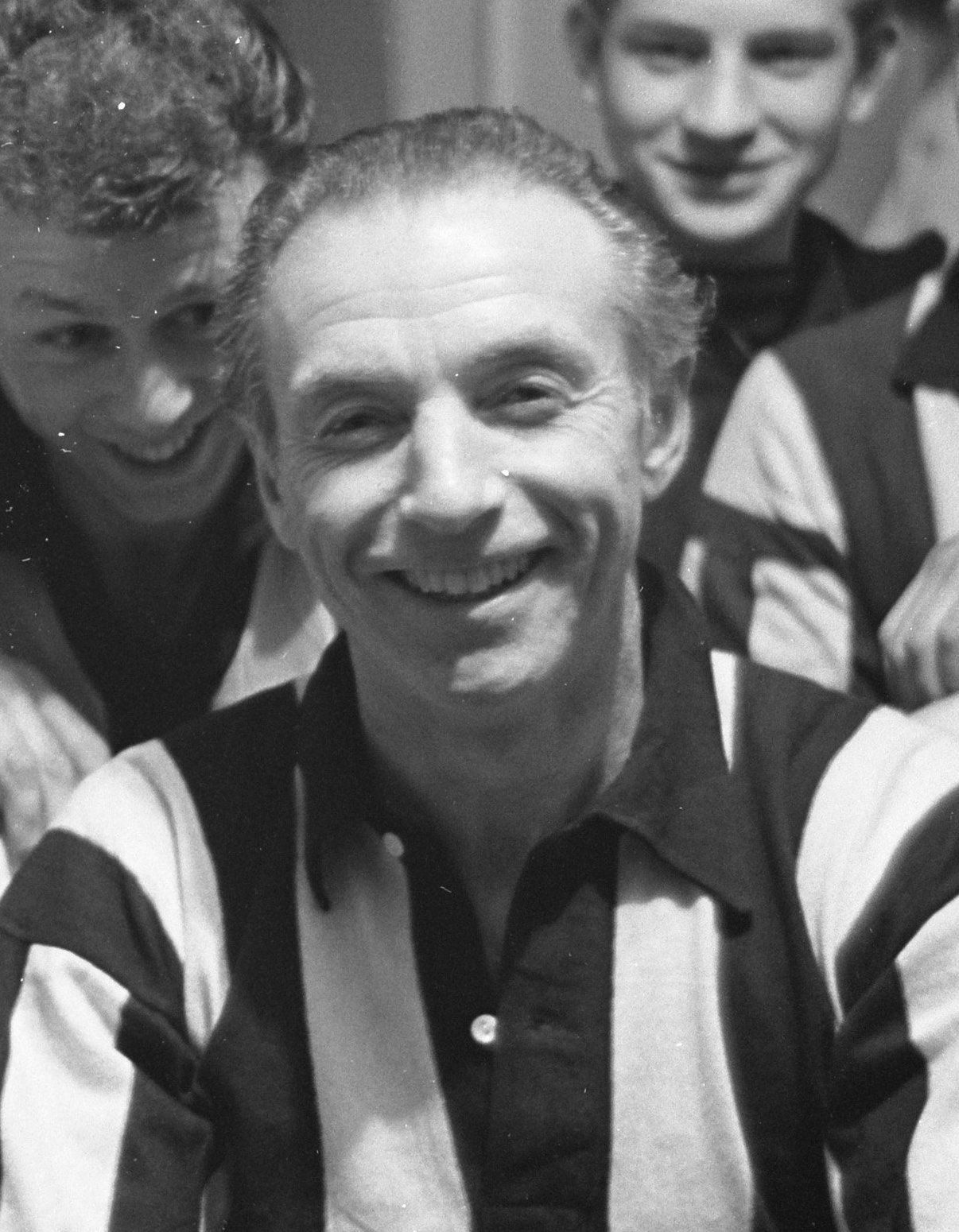
Stanley Matthews, introduit en 2002.
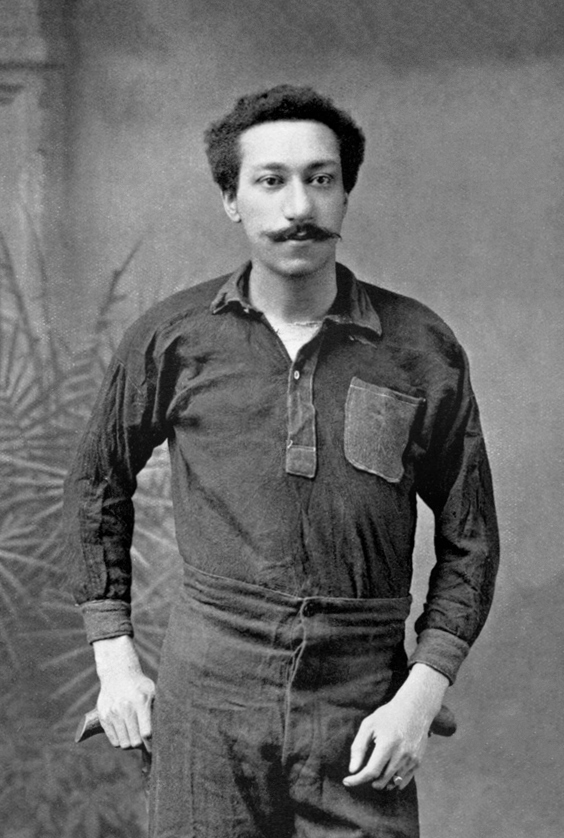
Arthur Wharton, introduit en 2003.
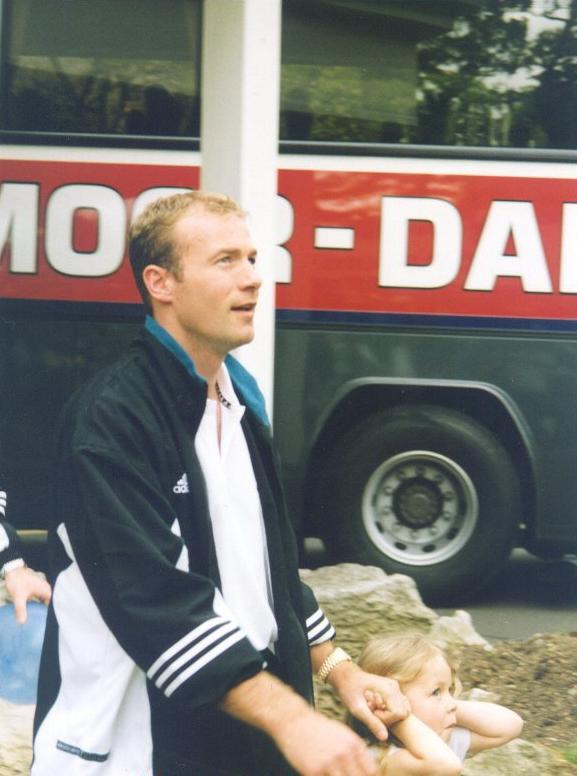
Alan Shearer, introduit en 2004.
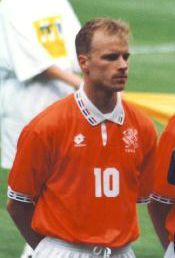
Dennis Bergkamp, introduit en 2007.
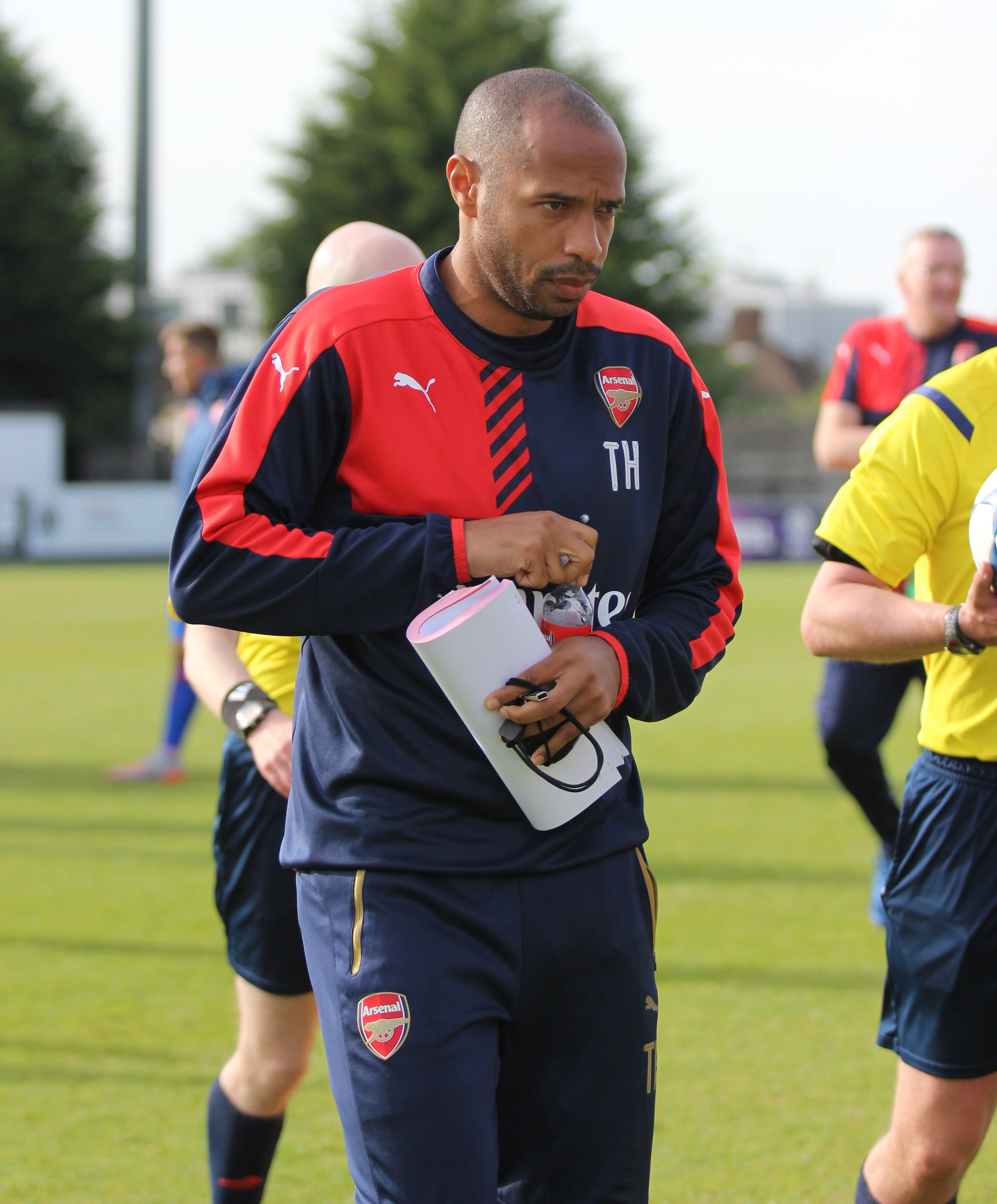
Thierry Henry, introduit en 2008.
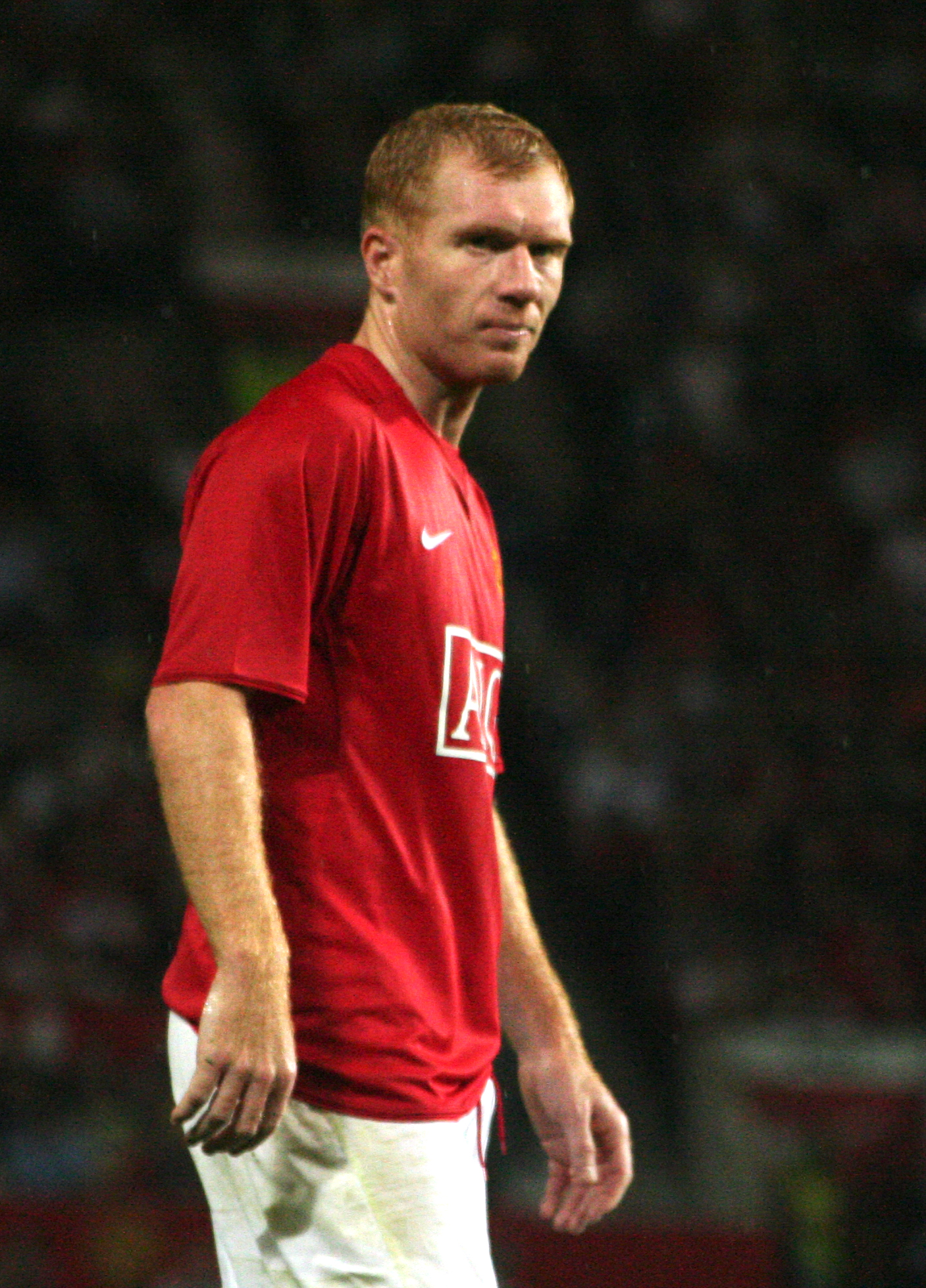
Paul Scholes, introduit en 2008.
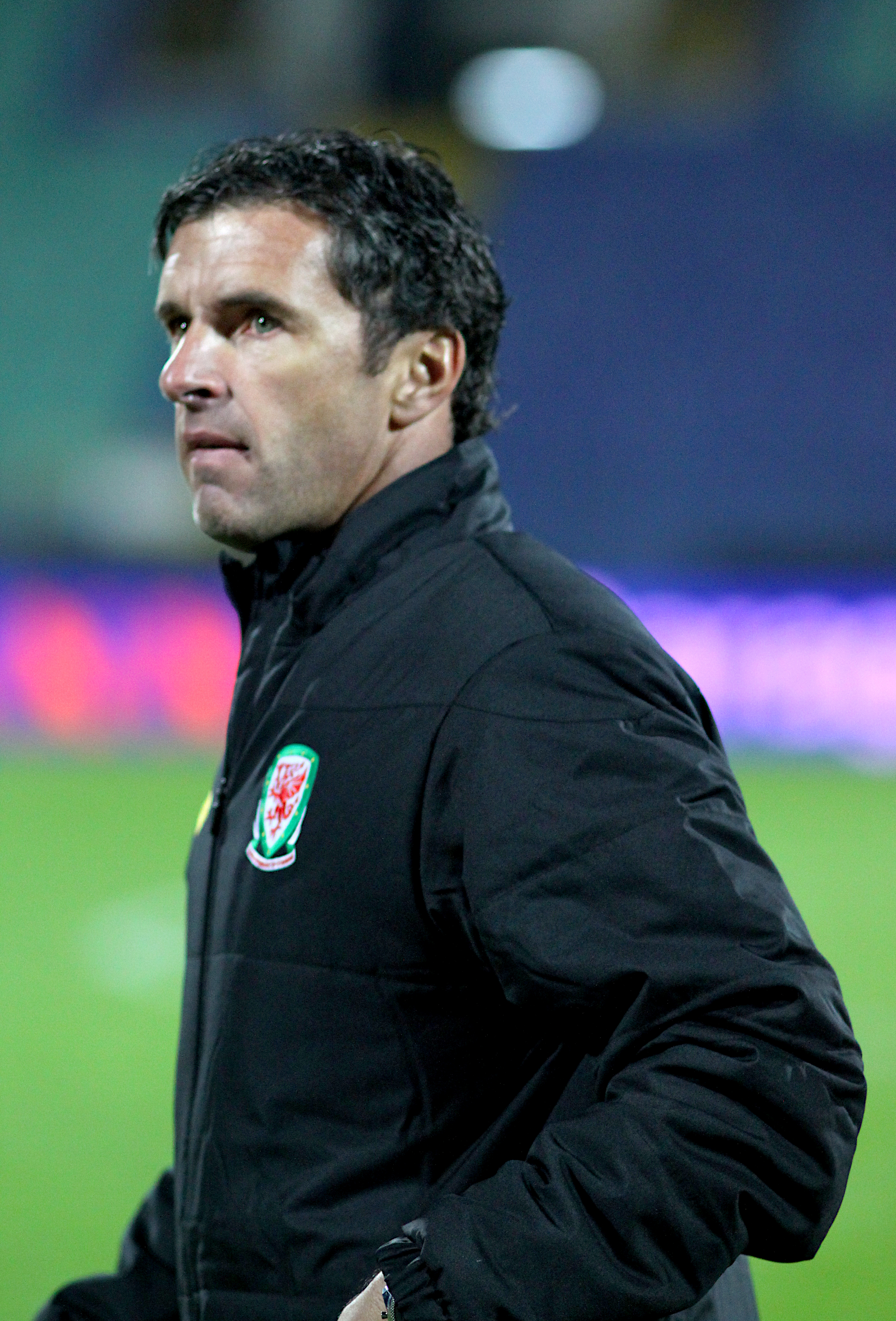
Gary Speed, introduit en 2017.